# Рутка-Тартак (гмина)
Рутка-Тартак (пол. Rutka-Tartak) — сельская гмина (волость) в Польше, входит как административная единица в Сувалкский повет, Подляское воеводство. Административный центр гмины — деревня Рутка-Тартак. Население — 2301 человек (на 2004 год).

## Демография
| Перепись                       | Всего   | Всего | Женщины | Женщины | Мужчины | Мужчины |
| ------------------------------ | ------- | ----- | ------- | ------- | ------- | ------- |
| Единицы                        | человек | %     | человек | %       | человек | %       |
| Население                      | 2301    | 100   | 1149    | 49,9    | 1152    | 50,1    |
| Плотность населения (чел./км²) | 24,9    | 24,9  | 12,4    | 12,4    | 12,5    | 12,5    |

## Сельские округа
1. Бараново
2. Бондзишки
3. Эйшерышки
4. Фолюш
5. Игнатовизна
6. Ялово
7. Ясёново
8. Кадарышки
9. Крейвяны
10. Купово
11. Лиздейки
12. Михалувка
13. Ольшанка
14. Побондзе
15. Поставеле
16. Пошешупе
17. Пошешупе-Фольварк
18. Потопы
19. Ровеле
20. Рутка-Тартак
21. Сикоровизна
22. Смольница
23. Тшчанка
24. Вежбишки

## Соседние гмины
1. Гмина Еленево
2. Гмина Шиплишки
3. Гмина Вижайны